# Mytilini
Mytilini (ook: Mytilene, Grieks: Μυτιλήνη, Mytilini; Turks: Midilli) is de hoofdstad van de gehele gemeente Lesbos, behorend tot de regio Noord-Egeïsche Eilanden. De deelgemeente Mytilini echter betreft het gebied van het schiereiland Amalie (Χερσόνησο της Αμαλής). Het schiereiland wordt in het oosten begrensd door de Straat van Lesbos (Στενό Μυτιλήνης), in het westen door de Golf van Gera (Κόλπος της Γέρας) en Kaap Agrilia (Ακροτιριο Αγριλιά) op het meest zuidelijke punt. Aangrenzende gemeenten zijn in het noorden Loutropoli Thermis en in het noordwesten Evergetoulas. 
De stad telde in 2001 36.000 inwoners. De stad heeft een vliegveld gelegen aan de zuidzijde, een haven, een oude burcht en een aantal musea.

## Geschiedenis

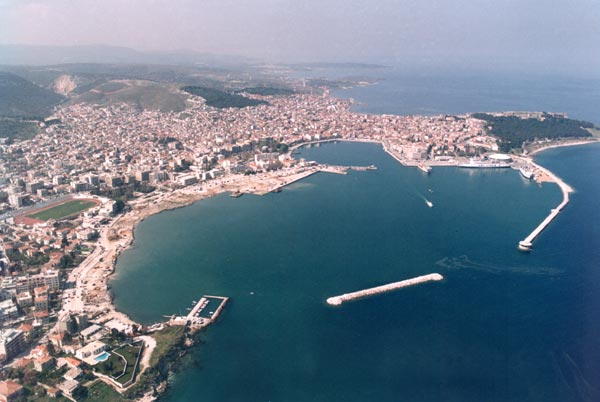
Mytilini (2007)

Mytilini is de hedendaagse benaming van de stad. De naam Mytilene werd ten tijde van Alcaeus van Mytilene en Sappho gebruikt, in de 7e eeuw voor Christus.
Mytilini was in de oudheid de belangrijkste van de vijf steden van Lesbos, dat bewoond werd door Aeolisch sprekende groepen. De stad had belangrijke contacten overzee, onder andere met Naukratis en het Griekse Westen. Na 650 v.Chr. begon de bloei van een rijk cultureel leven. De dichters Alcaeus en bovenal Sappho droegen ertoe bij dat de Aiolische poëzie een hoogtepunt in de Griekse literatuur werd.
Mytilini leed lange tijd hevig onder tirannen en despoten. De laatste tiran werd verdreven door Pittakos en de broers van de dichter Alcaeus. Pittakos, een geestverwant van Solon, hielp zijn stad daarmee over een revolutionaire periode heen. Nadat hij de Atheners had verslagen, werd hij rond 600 v.Chr. voor tien jaar absoluut dictator (aisymnetes). In die tijd heerste hij met zoveel verstand en beleid dat hij de terugkeer van verbannen edelen mogelijk maakte.
Na de onderwerping van de Lydiërs in het westen van Klein-Azië door de Perzische heerser Cyrus in 546 v.Chr. werd ook Mytilini deel van het Perzische rijk. Na de Perzische Oorlogen werd Mytilini in 480 v.Chr. weer Grieks.
Tijdens de Peloponnesische Oorlog was Mytilini een zelfstandige bondgenoot van Athene. In 428 v.Chr. wist de oligarchische partij de stad over te halen haar onafhankelijkheid op te eisen. De Atheners zonden 40 schepen onder Paches en belegerden Mytilini. De Spartanen zonden een vloot om Mytilini te ontzetten, maar durfden geen aanval uit te voeren. De democraten in Mytilini zorgden voor een capitulatie, mits de Volksvergadering van Athene over het lot van de stad zou beslissen. Op voorstel van Cleon werd in Athene besloten alle mannen van Mytilini ter dood te brengen. Nadat een oorlogsschip werd uitgezonden om het bevel uit te voeren, had een ommekeer in de Atheense openbare mening plaats. Een snel zeilend schip kon het oorlogsschip nog net op tijd inhalen om herroeping van het nieuwe besluit bekend te maken.
Na de dood van Alexander de Grote viel Mytilene onder de Ptolemaeën.

## Plaatsen in de deelgemeente Mytilini
De deelgemeente Mytilini heeft 9 plaatsen volgens onderstaande tabel.
| Naam plaats | Griekse spelling | Inwoners 2001 | Ligging               |
| ----------- | ---------------- | ------------- | --------------------- |
| Mytilini    | Μυτιλήνη         | 28.879        | 39° 6′ NB, 26° 33′ OL |
| Agia Marina | Αγίας Μαρίνα     | 732           | 39° 4′ NB, 26° 35′ OL |
| Alifanda    | Αλυφαντά         | 638           | 39° 6′ NB, 26° 32′ OL |
| Afalonas    | Αφάλωνας         | 514           | 39° 9′ NB, 26° 31′ OL |
| Moria       | Μόρια            | 1.662         | 39° 8′ NB, 26° 31′ OL |
| Loutra      | Λουτρά           | 1.414         | 39° 3′ NB, 26° 33′ OL |
| Pamflia     | Παμφίλα          | 1.308         | 39° 9′ NB, 26° 31′ OL |
| Panagouda   | Παναγιούδα       | 705           | 39° 9′ NB, 26° 32′ OL |
| Tachiarchis | Ταξιάρχες        | 344           | 39° 4′ NB, 26° 34′ OL |
|             | totaal           | 36.169        |                       |

## Bijzonderheden
De stad is het bestuurlijke, culturele en economische hart van de regio. Het ministerie voor Egeïsche zaken en eilandbeleid is hier gevestigd. Het heeft een haven voor de vracht- en passagiersboten. In 2008 is een nieuwe jachthaven geopend. Het vliegveld Odysseas Elytis ligt circa 6 km ten zuiden van de stad.
- Universiteit[4]

In Mytilini is het grootste deel van de in 1984 opgerichte Egeïsche universiteit gevestigd met de faculteiten: culturele antropologie, geschiedenis, geografie, sociologie, oceanografie, culturele techniek, communicatie en milieu. De gebouwen zijn verspreid over de stad en deels ondergebracht in particuliere huizen. De overige delen van de Egeïsche universiteit bevinden zich op de eilanden Chios, Syros, Samos en Rhodos.
- Musea[5]
  - Theophilos Museum[6]

Theophilos (klemtoon op de eerste ’o’) Hatzimihail (1867/1870 – 1934) was een kunstschilder die zonder daarvoor opgeleid te zijn taferelen uit het dagelijkse leven, mythen en folklore schilderde. De in Frankrijk wonende kunstcriticus en uitgever Stratis Eleftheriades (1898 – 1983) ontdekte zijn talenten en nam een aantal doeken van hem mee naar Parijs waar hij ze in 1973 tentoonstelde in het Grand Palais in Parijs. Ter ere van Theophilos bouwde Eleftheriades op Lesbos een museum om te voorkomen dat zijn werk van het eiland zou verdwijnen. Er worden hier 86 schilderijen van Theophilos tentoongesteld. Theophilos heeft enige tijd in een holle boom gewoond bij Karini. Deze boom is nog steeds te bezoeken.
- - Teriade Museum[7][8]

Het Teriade Museum staat vlak bij het Theofilos Museum, eveneens gebouwd door Eleftheriades en geopend in 1979. In een groot deel van de tentoonstellingsruimten worden de originelen van de door Eleftheriades indertijd uitgegeven kunsttijdschriften Minotaure en Verve getoond. Ook liggen hier een aantal kunstboeken met werken van beroemde schilders als Marc Chagall, Le Corbusier, Alberto Giacometti, Henri Matisse, Joan Miró, Pablo Picasso die indertijd in zeer beperkte oplage werden uitgegeven. Ook werken van de Griekse schilders Theophilos Hatzimihail, Manolis Kalliyiannis, Yiannis Tsarouchis worden hier tentoongesteld.
- - Byzantijns Museum[9]

Het Byzantijns Museum staat tegenover de Agios Therapon-kerk, de grote kerk met de hoge koepel in het centrum van Mytilini. Er worden hier heilige voorwerpen uit de Byzantijnse periode en later tentoongesteld, priestergewaden, houtsnijwerk, bijzondere manuscripten en oude kerkboeken. Enkele iconen van de 13e tot 19e eeuw van de heilige Ioannis Theologos en de heilige St. George.
- - Gemeentelijk museum voor de kunst

Het Gemeentelijk museum voor de kunst (Δημοτική Πινακοθήκη Μυτιλήνης) is gehuisvest in de 3 verdiepingen hoge villa uit de late 19e eeuw in de oude Turkse buurt Epano Skala aan de noordkant van Mytilini. De collectie is een nalatenschap van de Griekse kunstcriticus Giorgos Simos-Petris, die in 1998 stierf en zijn zus Elli Simos, die in 2001 stierf. De collectie bestaat uit 138 schilderijen, gravures, boeken en prenten van de Griekse schilder Yannis Tsarouxis, Giorgios Gounaropoulos, Yannis Moralis en Alekos Fassianos en buitenlandse schilders als Pablo Picasso en Henri Matisse.
- - Archeologisch Museum[10]

Het museum dateert van 1995. Op 23 maart 1999 is de permanente tentoonstelling "Lesbos uit de Hellenistische tot het Romeinse tijdperk" geopend. Tentoongesteld worden fresco's, mozaïekvloeren, beelden en portretten.
- Moskee Geni Tzami[11]

Aan de winkelstraat, de Ermou, ligt oostwaarts de moskee Geni Tzami. Het werd gebouwd door Mustafa Agha Nasir Koulaxizi in 1825 en was de grootste en laatst gebouwde moskee op Lesbos. Oorspronkelijk stond de moskee centraal op een marktplein. Na de val van het Ottomaanse Rijk diende de moskee als opvang voor vluchtelingen. Later werd het bouwwerk gezien als bron van bouwmaterialen en werd het dak afgebroken. Van de minaret is slechts de sokkel overgebleven. Tijdens het kolonelsregime waren er plannen de moskee te slopen. Sinds de negentiger jaren heeft er een langdurige renovatie plaatsgevonden en sinds 2000 wordt het in de zomermaanden als expositieruimte voor kunstenaars van Lesbos gebruikt. Binnen zijn nog de overblijfselen van fresco's te zien.

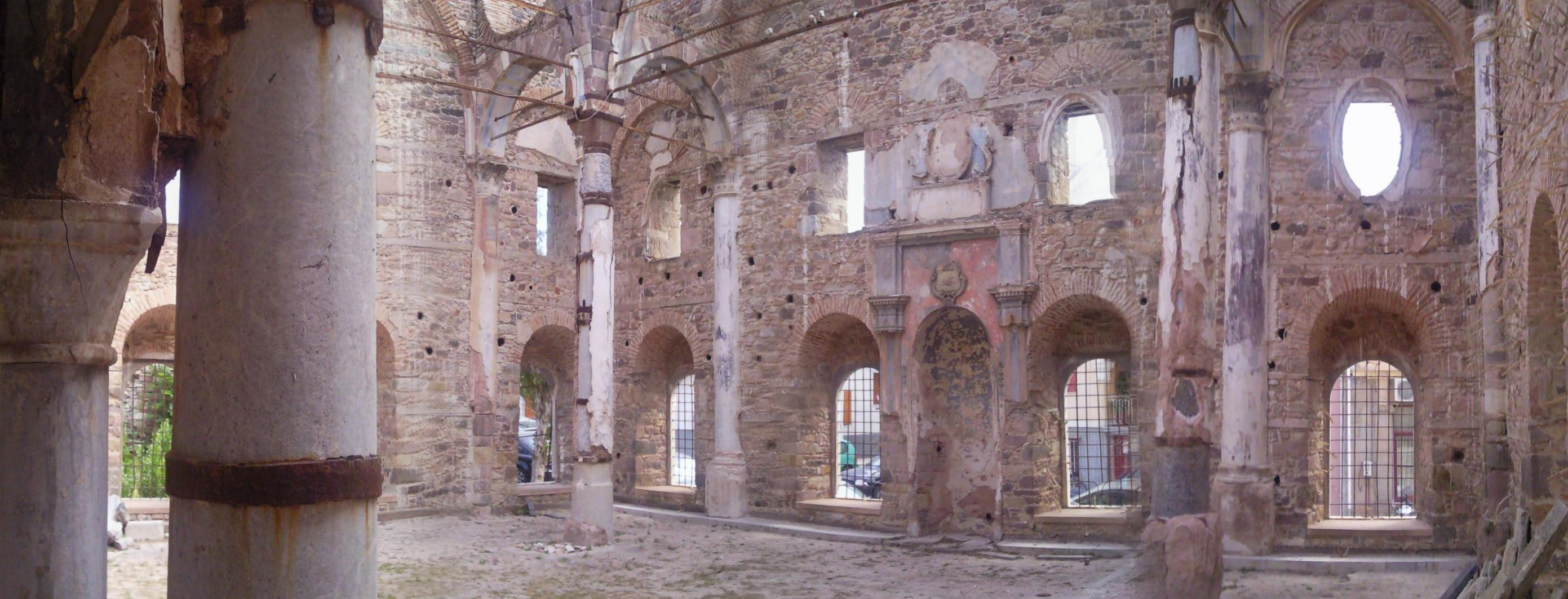
Interieur Moskee Geni Tzami

- Antieke theater (ligging 39° 6′ 38″ NB, 26° 32′ 50″ OL)[12][13]

In de helling van een hoog in de stad gelegen heuvel bevindt zich een theater, daterend uit de 3e eeuw voor Christus. Het theater was goed voor 10.000 bezoekers en zou als voorbeeld voor het theater in Pompeï gediend hebben. Het ronde ‘orchestra’ heeft een diameter van 24,2 m. Het publiek zat op marmeren banken die in een halve cirkel rond het orchestra lagen en in de helling van de heuvel waren gelegd. Nu is alleen de aarden wal zichtbaar en een aantal brokstukken marmer die daaromheen zijn uitgestald. Het antieke theater kijkt uit op het kasteel.

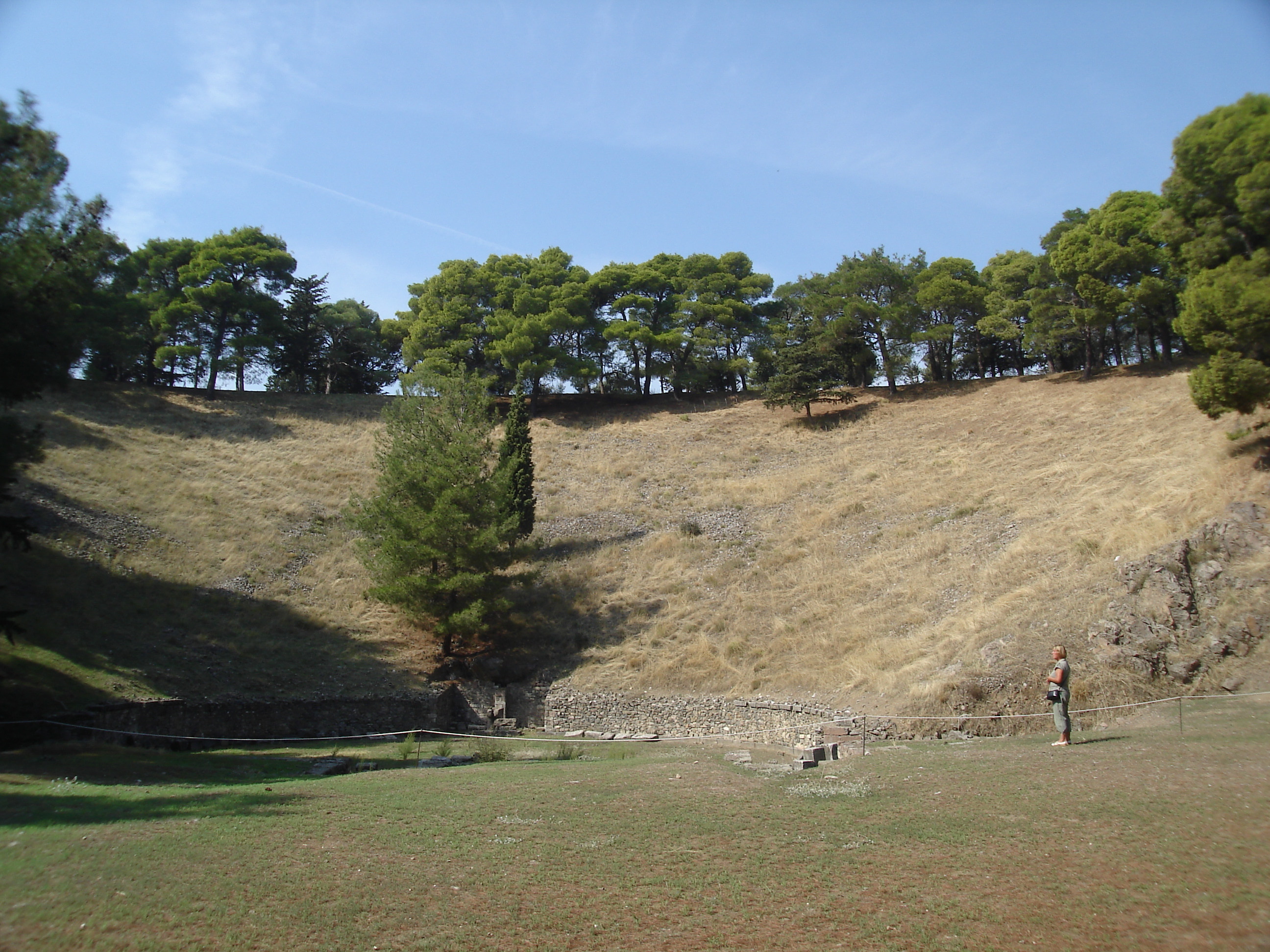
Overzicht theater
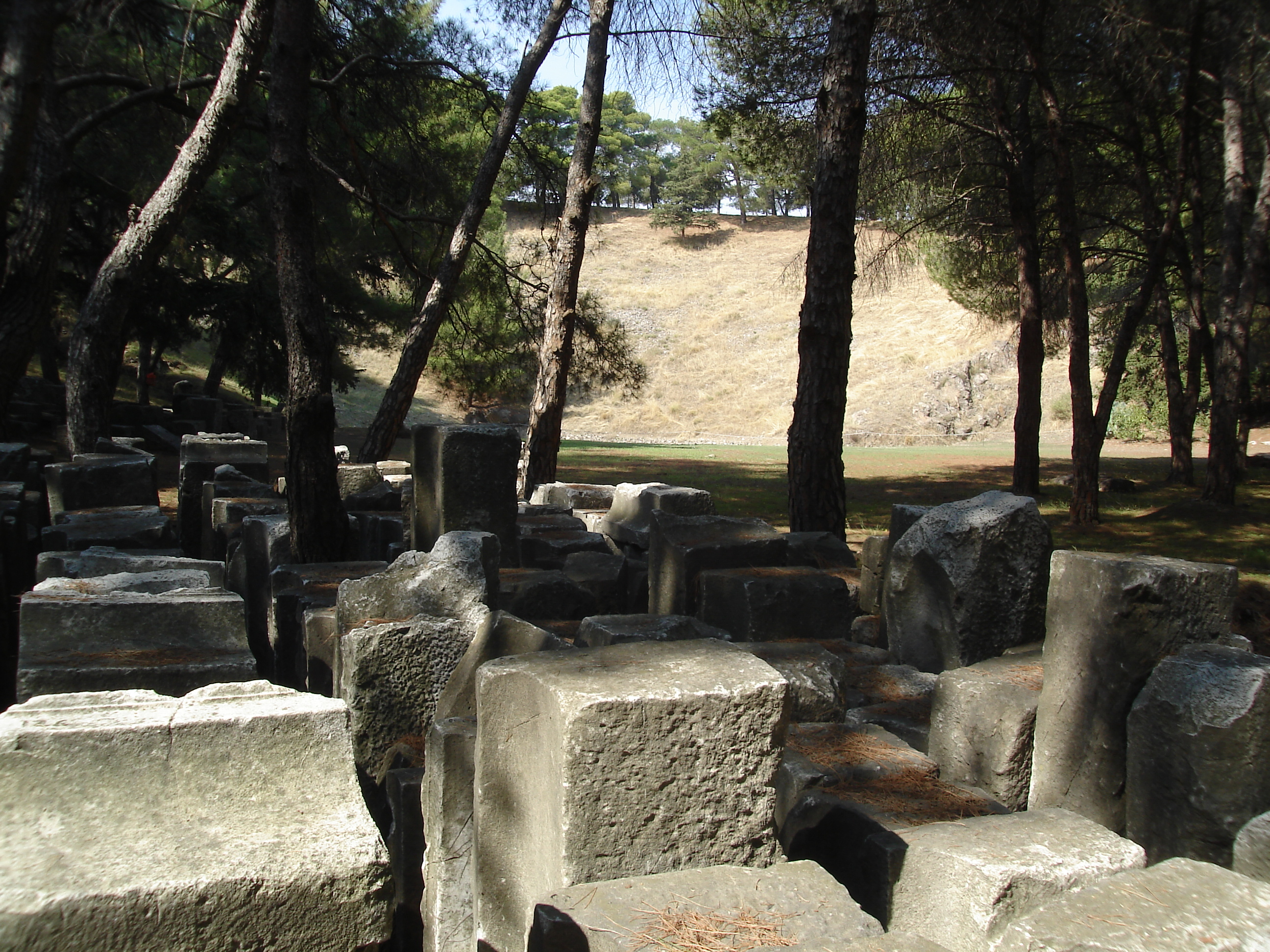
Restanten van de bekleding

- Kasteel[13]

In het noordelijke deel van de stad liggen aan de zee de overblijfselen van het kasteel van Mytilini. Het is redelijk goed bewaard gebleven en is een van de grootste kastelen in het Middellandse Zeegebied. Het is in verschillende periodes gebouwd en diende onder andere als schuilplaats voor de bevolking. Het is vermoedelijk gebouwd in de Byzantijnse periode ten tijde van Justinianus. Francisco Gatelouzos heeft in zijn heersende periode (1354) het kasteel weer hersteld. Het was in die tijd een van de machtigste en meest onoverwinnelijke kastelen. Het ommuurde terrein bevat veel bouwwerken. Behalve de verblijven van de heersers zijn er ook schuilplaatsen voor de bevolking, opslag voor voedsel, diverse badhuizen en een grote waterkelder (cisterne). Dit water werd door middel van een ingenieus systeem van kanalen en aquaducten vanaf de regio Agiasos naar dit kasteel gevoerd. Op de poorten en diverse andere locaties binnen het kasteel kan men de wapens uit het tijdperk van Paleologus en Gatelouzos vinden.

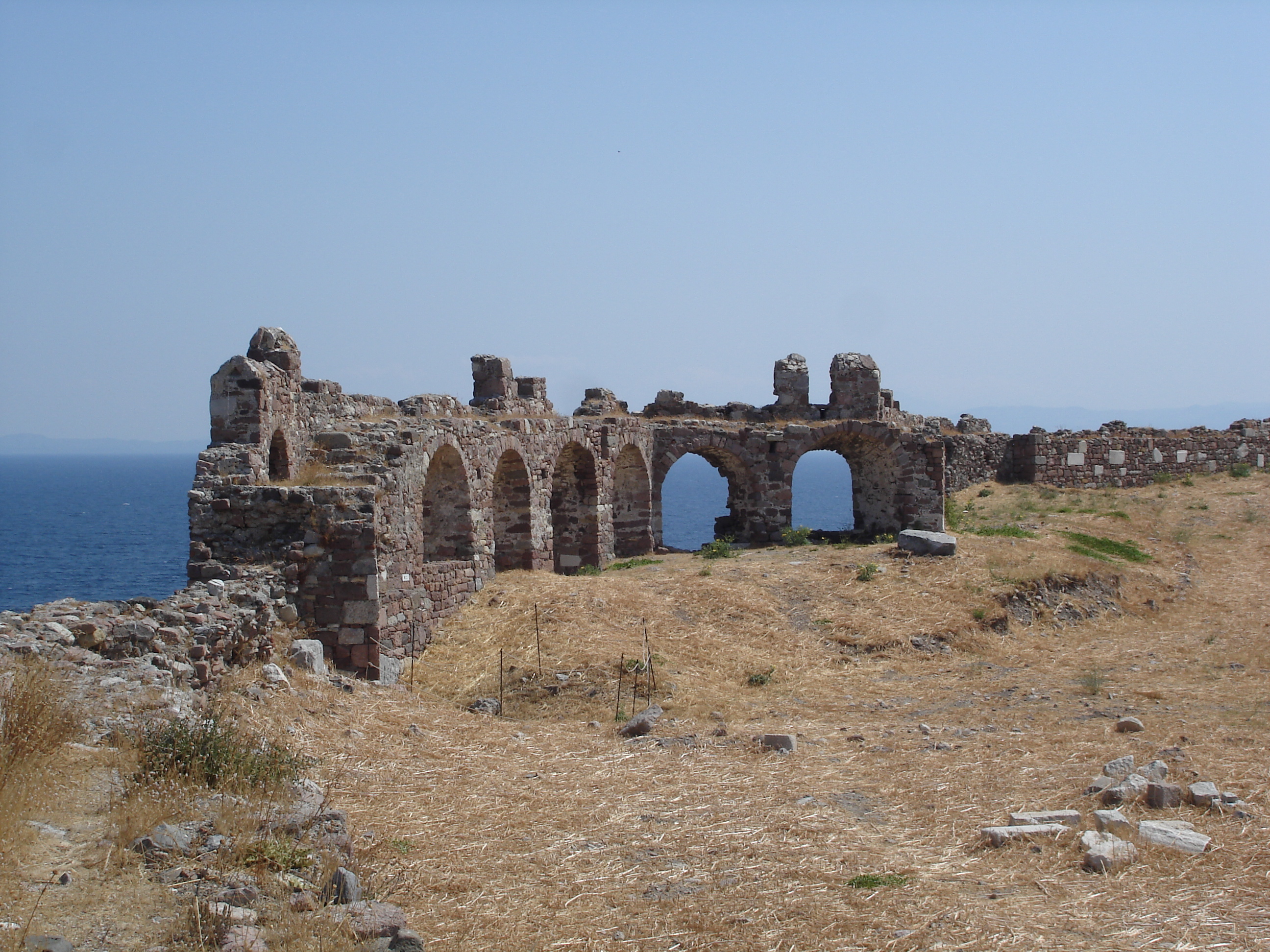
Deel ommuring
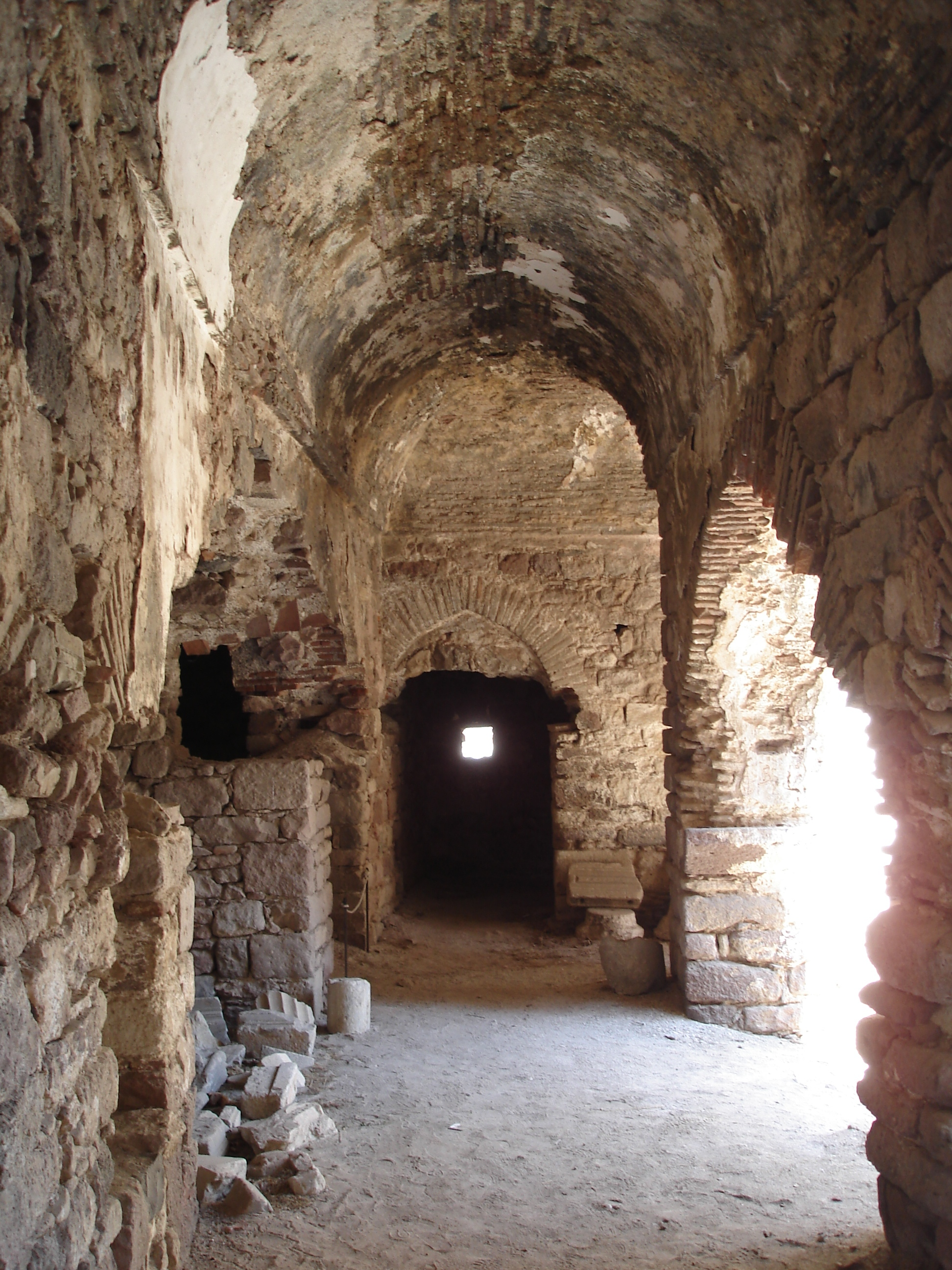
Gang in kasteel
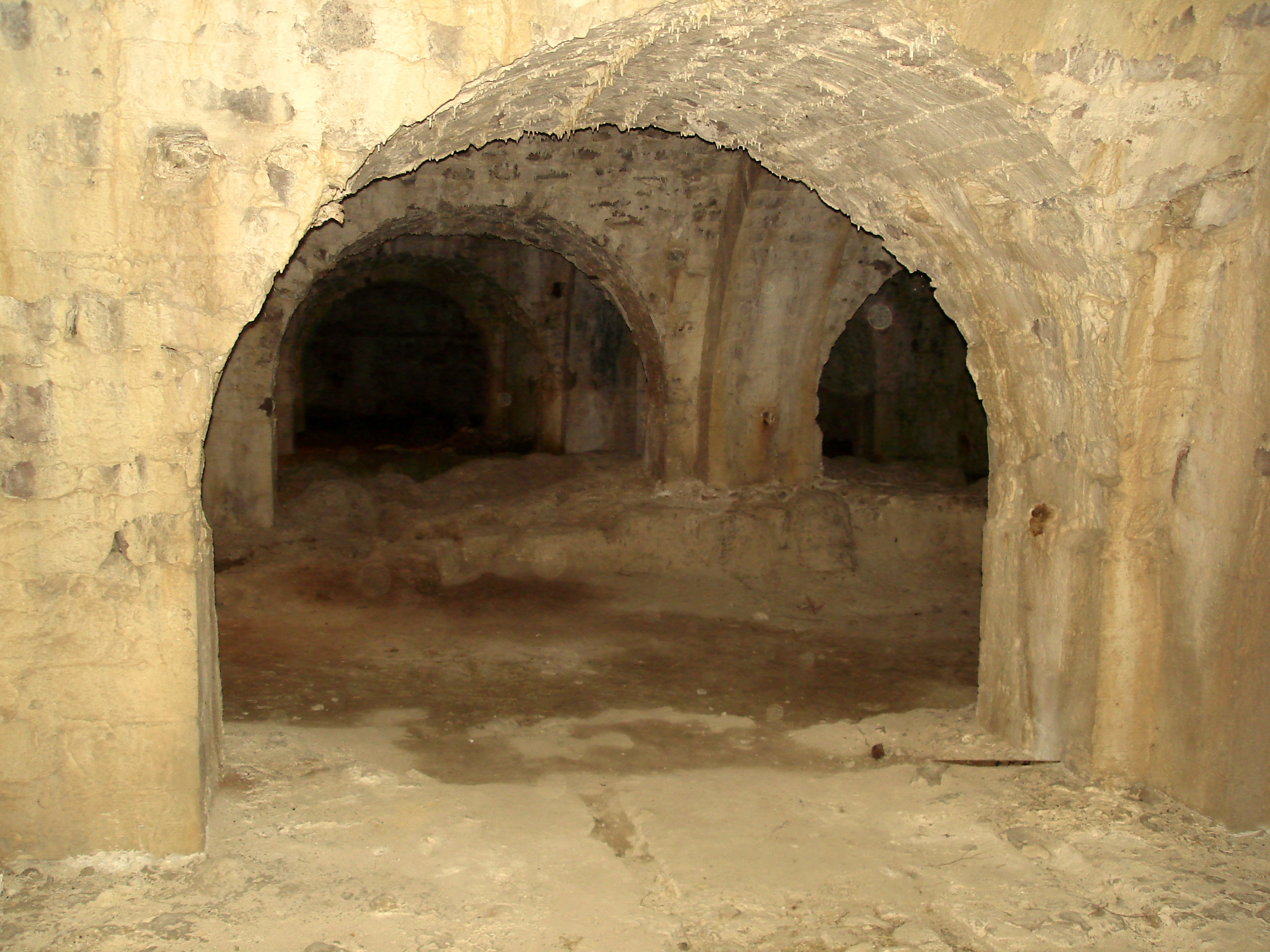
Schuilkelder
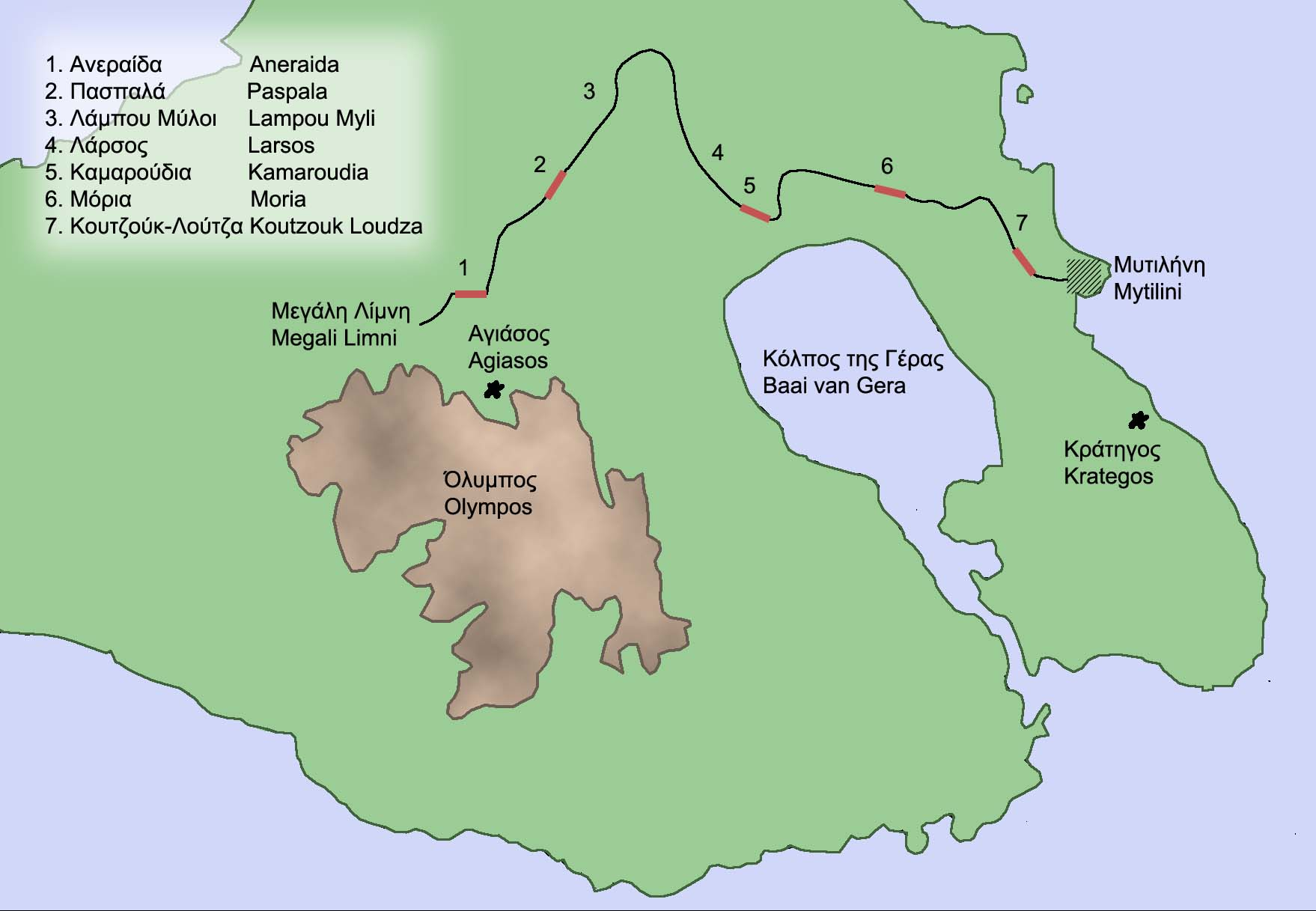
Loop watertoevoer Agiasos - Mytilini

### Alifanda
Hier moet de grootste grot liggen die Lesbos rijk is. Hij is ongeveer 120 meter lang. Er zijn resten van gebroken, gedecoreerd aardewerk uit de Romeinse en Byzantijnse tijd in gevonden. De grot is niet voor publiek toegankelijk.

### Moria

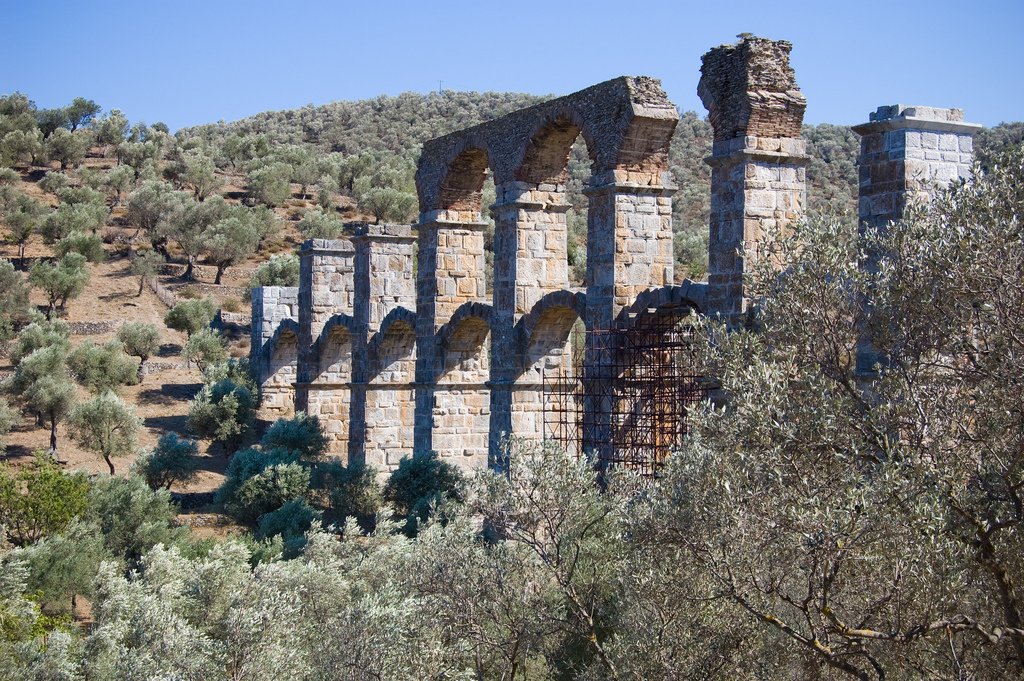
Aquaduct in Moria

Iets ten zuiden van Moria staat een aquaduct, gebouwd in de Romeinse tijd (2e-3e eeuw n.Chr.) dat een onderdeel is van het 27 kilometer lange watertransport van Agiasos naar het kasteel in Mytilini. Het aquaduct is 170 meter lang en heeft 17 bogen en is 26 meter hoog. Het is redelijk gaaf en in de jaren 2004-2007 zodanig opgeknapt dat het verval voorlopig is gestabiliseerd. De capaciteit wordt geschat op 127.000 m³ water per dag. Het heeft indertijd enkele eeuwen gefunctioneerd. (Ligging 39° 7′ 34″ NB, 26° 30′ 53″ OL)
Vlak bij Moria ligt een opvang- en identificatiecentrum (vluchtelingenkamp) waar ongeveer 13.000 migranten wonen (peildatum maart 2020). Op 8 september 2020 werd een groot deel van het kamp verwoest door een brand.

### Loutra
Bijna 3 kilometer ten westen van Loutra ligt het gehucht Koundouroudia aan de Golf van Gera. Vanaf hier vaart er een voetgangerspontje naar Perama aan de overkant van de baai (circa 900 meter oversteek).

## Verkeer en vervoer
De Luchthaven Mytilini (Mytilene International Airport Odysseas Elytis) bevindt zich circa 10 km ten zuiden van de stad. Er zijn verbindingen met Athene en Thessaloniki met Olympic Airways en Aegean Airlines. Ook zijn er vluchten naar Limnos, Chios, Samos en Rhodos. Van mei tot en met oktober zijn er chartervluchten uit Düsseldorf, München, Wenen en Amsterdam.
Er zijn diverse veerverbindingen zoals naar Piraeus, naar de Cycladen, Thessaloniki, Alexandroupoli en naar Rhodos.